# Палестро (станция метро)
«Пале́стро» (итал. Palestro) станция линии M1 Миланского метрополитена. Подземная станция, располагается под проспектом Венеция (corso Venezia) у его пересечения с улицей Палестро (via Palestro) в центре Милана.

## История
Станция была открыта в составе первой очереди линии M1 (от станции «Сесто Марелли» до станции «Лотто») 1 ноября 1964 года.

## Особенности
Устройство станции «Палестро» подобно устройству почти всех станций первой очереди: подземное расположение с двумя путями — по одному для каждого направления и двумя боковыми платформами. Над станционным залом находится мезонин, в котором расположены входные турникеты и будка для сотрудников станции.
Станция «Палестро» находится на расстоянии 528 метров от станции «Сан Бабила» и 604 метров от станции «Порта Венеция».

## Оснащение
Оснащение станции:
- Эскалаторы
- Аппараты для продажи билетов
- Камеры видеонаблюдения

## Фотогалерея

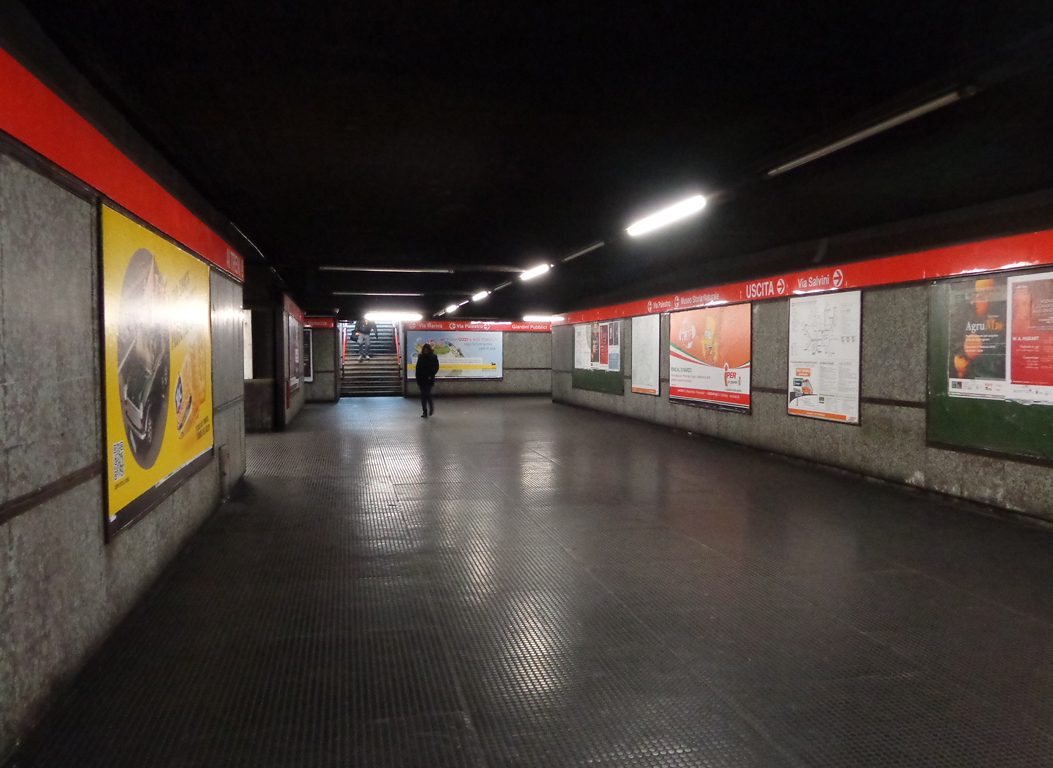
Коридоры станции «Палестро»
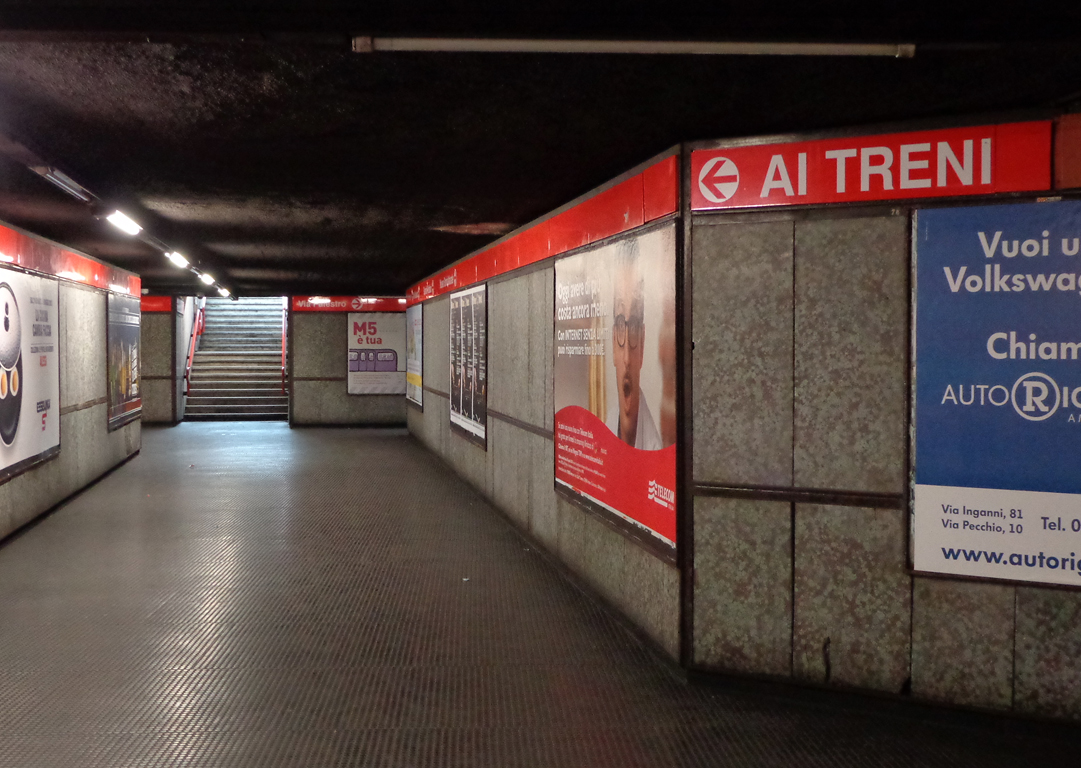
Коридоры станции «Палестро»